# Piteas
Piteas (tudi Piteja, Pitej)  [pitéas/pitéja/pitéj] (starogrško Πυθέας: Pitéas), starogrški pomorščak, raziskovalec, geograf, matematik in astronom, * okoli 340 pr. n. št., Masilija, Galija, danes Marseille, † okoli 270 pr. n. št.

## Življenje in delo
Piteas je živel v času velikega odtekanja grških moči iz Grčije. Njegovi sodobniki so popeljali grško kulturo daleč na vzhod vse do današnjega Afganistana in Pakistana.
Po naukih svojega sodobnika Dicearha je s skrbnim opazovanjem višine Sonca ob določenem času dneva med prvimi precej natančno izračunal zemljepisno širino rojstnega mesta, najbolj zahodno grškega poseljenega mesta v Sredozemlju. Izračunal jo je tudi s pomočjo kota Lunine sence.
Z dvema ali tremi ladjami je okrog leta 330 pr. n. št. odplul na znamenito potovanje. Verjetno je upal, da bo lahko prodrl v feničansko trgovino s kositrom. Spotoma se je ustavil v feničanskem mestu Gadesu (Cádiz, Španija). Plul je na zahod iz Sredozemskega morja skozi Herkulova stebra (danes Gibraltarsko ožino) na sever vzdolž atlantske obale. Priplul je do Britanskega otočja in se je odločil da ga bo objadral. Prvi je poročal o prebivalcih na otoku. Dejal je, da so prijazni. Bil je v Germaniji, prišel je do Shetlandskih in Orkneyjskih otokov. Potem je iz Škotske odplul na sever do dežele, ki jo je imenoval »Tule (Thule)«, otok, ki je od Orkeyjskih otokov oddaljen približno 6 dni plovbe. Nihče ne ve, kje točno naj bi ležal. Pravil je, da tam Sonce nikoli ne zaide. To je bila najbrž Norveška ali pa morda Islandija. Njegove besede dajejo slutiti, da blizu Arktike. Približal se je Severnemu tečaju in tam je neustrašnega pomorščaka ustavila megla in odpravil se je nazaj, raziskovat severno Evropo. Plul je čez Irsko morje, izračunal je, da je sever Škotske oddaljen 1.680 km od Masilije (v resnici 1.800 km). Trdil je, da je peš raziskal velik del Britanskega otočja, in točno je ocenil njihov obseg, 6.400 km. V Beleriumu (Land's End) je na cornwalski obali obiskal rudnike kositra, znane v starem veku. Prodrl je v Baltsko morje prav do Visle. Zbiral je podatke, še posebno iz fizične geografije. Rezultate svojega potovanja je zbral v delu O oceanu (Peri Okeanu, Περι του Ωκεανου), od katerega so ohranjeni samo odlomki. V Sredozemlje je prvi prinesel novice o Germanih. Mnoge njegove hrabre trditve so se pokazale kot resnične.
Prvi je opozoril, da Severnica ne leži prav nad severnim nebesnim tečajem in tako spreminja položaj, ko prepotuje vsak dan majhen krog. Na odprtem morju je lahko opazoval bibavico, ki je v Sredozemskem morju, obdanem s kopnim, skoraj ni. Najbolj osupljivo pa je to, da je našel tudi pravilno razlago zanjo. Pripisoval jo je vplivu Lune. Pojav je kasneje spoznal tudi Posidonij. V tem je Piteas prehitel svoj čas saj je šele Newtonu uspelo pojasniti vpliv Lune na plimovanje.